# Morumbi Shopping

O Morumbi Shopping (estilizado MorumbiShopping), também referido como Shopping Morumbi, é um centro comercial localizado no bairro da Vila Gertrudes região do Brooklin Novo, na cidade de São Paulo. Possui uma praça de alimentação e duas áreas lazer: o Hotzone, parque de diversões eletrônicas e o Play Space, espaço voltado para o público infantil, uma área gourmet e um Teatro. Inaugurado em 1982, conta atualmente com mais de 480 lojas, tendo como âncoras C&A, Renner e Zara, além da primeira Apple Store de São Paulo.

## Localização
Curiosamente, o Morumbi Shopping está geograficamente localizado na região de Vila Gertrudes/Brooklin Paulista, porém  a poucos metros da Estação Morumbi da Linha 9–Esmeralda e não muito distante da Estação Brooklin da Linha 5–Lilás. A localização tão próxima do Metrô facilita a circulação dos funcionários e do público, através de passarelas que também conectam o shopping ao vizinho Market Place.
Em uma área com forte presença de empresas e hotéis, sendo considerado pela Exame, uma das localidades mais badaladas do país.

## História
O shopping foi inaugurado em 1982, no espaço onde existia um pântano e um campinho de futebol, local utilizado pela Kibon para se livrar de sorvetes que não haviam sido vendidos. Um dos primeiros shoppings da Multiplan (até então só existiam no Brasil BH Shopping, Ribeirão Shopping e Barra Shopping) rivalizava com o Iguatemi (inaugurado em 1966) e se destacou numa época em que imperavam as grandes lojas de departamento, como a Sears, uma das principais lojas âncoras do shopping. Foi o fechamento da Sears que possibilitou o crescimento e desenvolvimento de várias outras lojas que puderam ser abertas no lugar, criando o cenário mais parecido com o que conhecemos hoje.
Em 1984 é inaugurada a ala Fashion, que junto com a área Gourmet Shopping em 1989 ajudam a posicionar a marca como um dos "melhores shoppings do país" segundo pesquisas como a da revista Veja.
Em 3 de novembro de 1999, o ex-estudante de medicina Mateus da Costa Meira,  armado com uma submetralhadora 9mm, atirou contra as pessoas que assistiam ao filme "Clube da Luta" em uma das salas do cinema do shopping. Três pessoas morreram e quatro ficaram feridas. O cinema foi fechado em 2012, dando espaço para novas lojas.
Em 18 de abril de 2015 é inaugurada a primeira Apple Store de São Paulo, congestionando o Shopping e a região em volta com a atenção em torno da marca: alguns clientes chegam a dormir na fila aguardando a abertura. A empresa afirma que é uma das lojas mais movimentadas do mundo.
Em 2016 é inaugurado o Teatro Morumbi Shopping, acessado pelo piso G1.

## Gourmet
A ala Gourmet Shopping é uma opção a praça de alimentação tradicional, contando apenas com restaurantes onde você se senta e é atendido na mesa. Reúne 22 dos restaurantes mais prestigiados de São Paulo, como Le Vin, Zucco, Pirajá, Saj, Olive Garden, Ruffino, Modi, entre outros.

## Fashion
A ala conta com marcas bastante prestigiadas tanto nacionais quanto internacionais, como Forever 21, Sephora, GAP, Coach, New Balance, Michael Kors, Ricardo Almeida, FIT, Animale. Além das âncoras C&A, Renner e Zara.

## Teatro MorumbiShopping
Num espaço de 630 metros quadrados o Teatro MorumbiShopping foi inaugurado em 20 de maio de 2016 com o espetáculo "Para Tão Longo Amor". Hoje conta com uma programação que inclui teatro infantil, espetáculos de drama, humor e comédia stand up.